# 331. pehotni polk (Italija)
331. pehotni polk Brennero je bil pehotni polk Kraljeve italijanske kopenske vojske.

## Zgodovina
Med drugo svetovno vojno je bil polk nastanjen na Rodosu.